# Kassian Waldner
Kassian Waldner, auch Cassiano Waldner (* 30. August 1941 in St. Valentin auf der Haide, Südtirol; † 24. November 1998 in Guarapuava, Brasilien) war ein römisch-katholischer Missionar.

## Leben
Kassian Waldner wurde als zweites von zehn Kindern des Ehepaars Anton Waldner und Klara Blaas geboren. Der Vater war damals in den Jahren 1939/40 ein Dableiber und musste sich gegen die Optanten, die eine erdrückende Mehrheit bildeten, in dem kleinen Dorf St. Valentin behaupten. Die Volksschule besuchte Kassian in St. Valentin, das Gymnasium und Lyzeum im katholischen Internat Vinzentinum in Brixen. Nach der Matura 1959 studierte er Theologie am dortigen Priesterseminar. Nach seiner Priesterweihe im Dom zu Brixen durch Bischof Joseph Gargitter am 29. Juni 1964 wurde er Präfekt des Kassianeums und später des Vinzentinums, darauf ein Jahr Kooperator in Schluderns.
Seit August 1968 war er Missionär in Brasilien, gemeinsam mit den Südtirolern Karl Mayr, Sepp Werth, Toni Höller und Eduard Clementi in Pitanga, Paraná, der damals neugegründeten Diözese Guarapuava zugeteilt. Pitanga ist mit rund 4.500 km² die größte, aber auch ärmste Gemeinde der Diözese des Bundesstaates Paraná, Südbrasilien.
Kassian Waldner betreute anfangs 50 christliche Gemeinden, darauf 150. Nach 16 Jahren Dienst in Pitanga übernahm er für einige Monate die Pfarrei Nova Tebas. Im Februar 1987 wurde er von Bischof Albano Cavallin zum Dompriester von Guarapuava und Generalvikar der Diözese berufen.
1992 betraute Cavallin, indessen Erzbischof und Metropolit von Londrina, Cassiano Waldner mit der Leitung der Diözesanadministratur. Dieses Amt hatte Waldner bis zur Ernennung von Giovanni Zerbini zum neuen Bischof der Diözese Guarapuava 1995 inne. Bischof Zerbini ernannte Waldner neuerlich zum Generalvikar.
1995 wurde Kassian Waldner von der italienischen Zeitschrift Cuore Amico zum Missionär des Monats gekürt und dabei nicht nur als „Bauherr“ gewürdigt, sondern auch als Erzieher: „Ohne Bildung ist keine Veränderung möglich“, wird er zitiert. Er verwirklichte den Bau eines religiösen Bildungshauses in Pitanga. Mit Südtiroler Unterstützung wurde das Haus, das nach dem Heiligen Josef Freinademetz benannt ist, im Jänner 1998 durch Bischof Wilhelm Egger feierlich der Bestimmung übergeben. Zur Finanzierung des Baues tragen auch die Pfarrei Milland und das Missionsamt der Diözese Bozen/Brixen bei. Weitere Bauten Kassian Waldners sind die Pfarrkirche in Pitanga und die Kirche von St. Anna. Den Bau einer neuen Kirche für die Pfarrei Nossa Senhora Aparecida in einem Stadtviertel von Guarapuava, die er seit 1996 neben seinen Aufgaben als Generalvikar betreute, konnte er nicht mehr erleben.
Mitte November 1998 erlitt der Missionär Waldner einen Herzinfarkt, starb – nach einem Spitalsaufenthalt in Curitiba – in Guarapuava völlig unerwartet. Er wurde auf dem dortigen Stadtfriedhof beigesetzt.

## Würdigung
Der Stadtrat von Guarapuava benannte 1999 eine Straße nach Cassiano Waldner.
Seit Juli 1988 war Kassian Waldner Ehrenbürger der Gemeinde Pitanga.